# Палатки (Аризона)

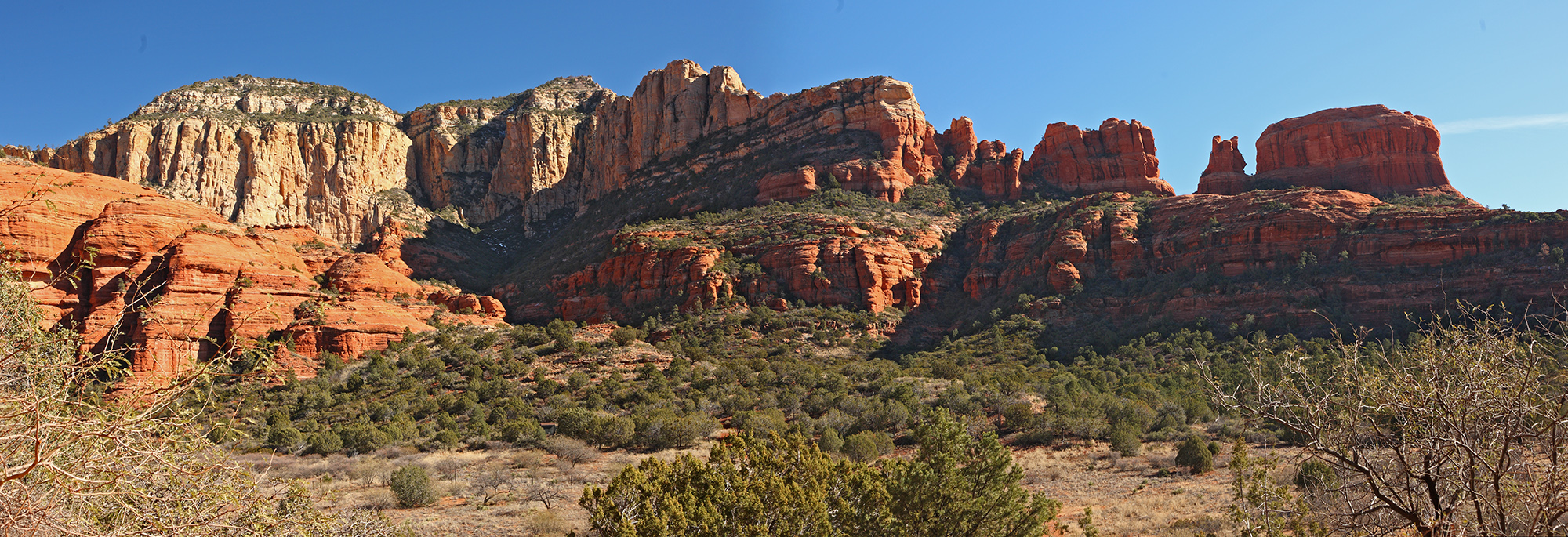
Скалистые образования в Палатки

Памятник национального наследия Палатки, англ. Palatki Heritage Site расположен в Национальном лесу Коконино, Седона, штат Аризона (примерно 34 55' 3.58"N, 111 53' 58.85"W). Здесь обнаружены руины вырубленных в утёсах из красного камня жилищ индейцев синагуа (одна из субкультур древних пуэбло). Жилища были сооружены в период около 1100—1400 гг. н. э. Рядом с ними обнаружены значительно более древние пиктограммы и петроглифы — некоторые датируются 5-6 тыс. лет назад, то есть относятся к Архаической пустынной культуре, как и аналогичный памятник в Хорсшу-Каньоне.
Массированный приток туристов к этой достопримечательности стал причиной эрозии памятника. Если судить по фотографиям начала XX века, от 70 до 90 процентов исторического памятника к настоящему моменту утрачены. Посетители нередко самостоятельно выкапывали себе «сувениры», включая кости умерших.

## Галерея изображений

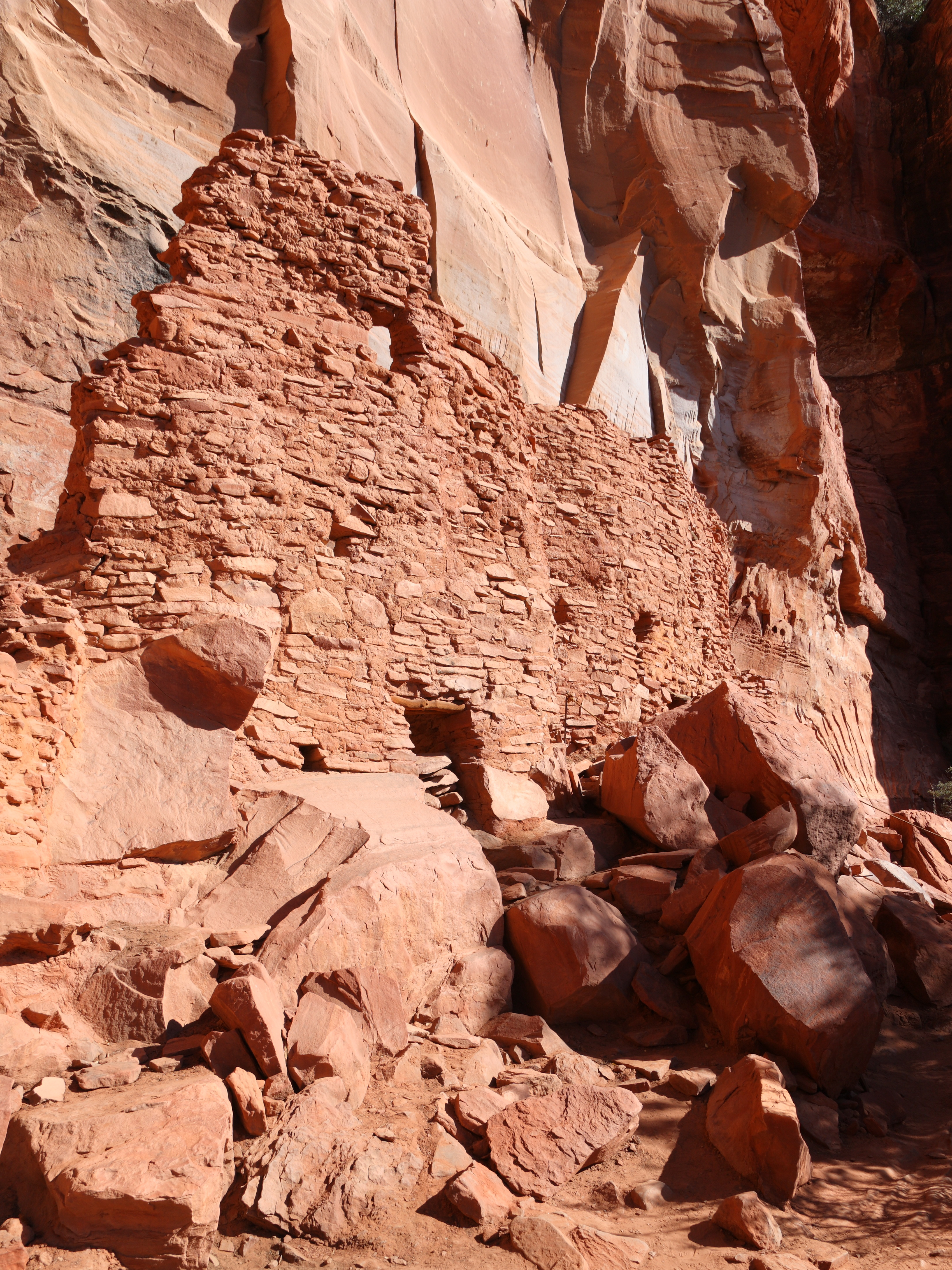
Жилища индейцев синагуа
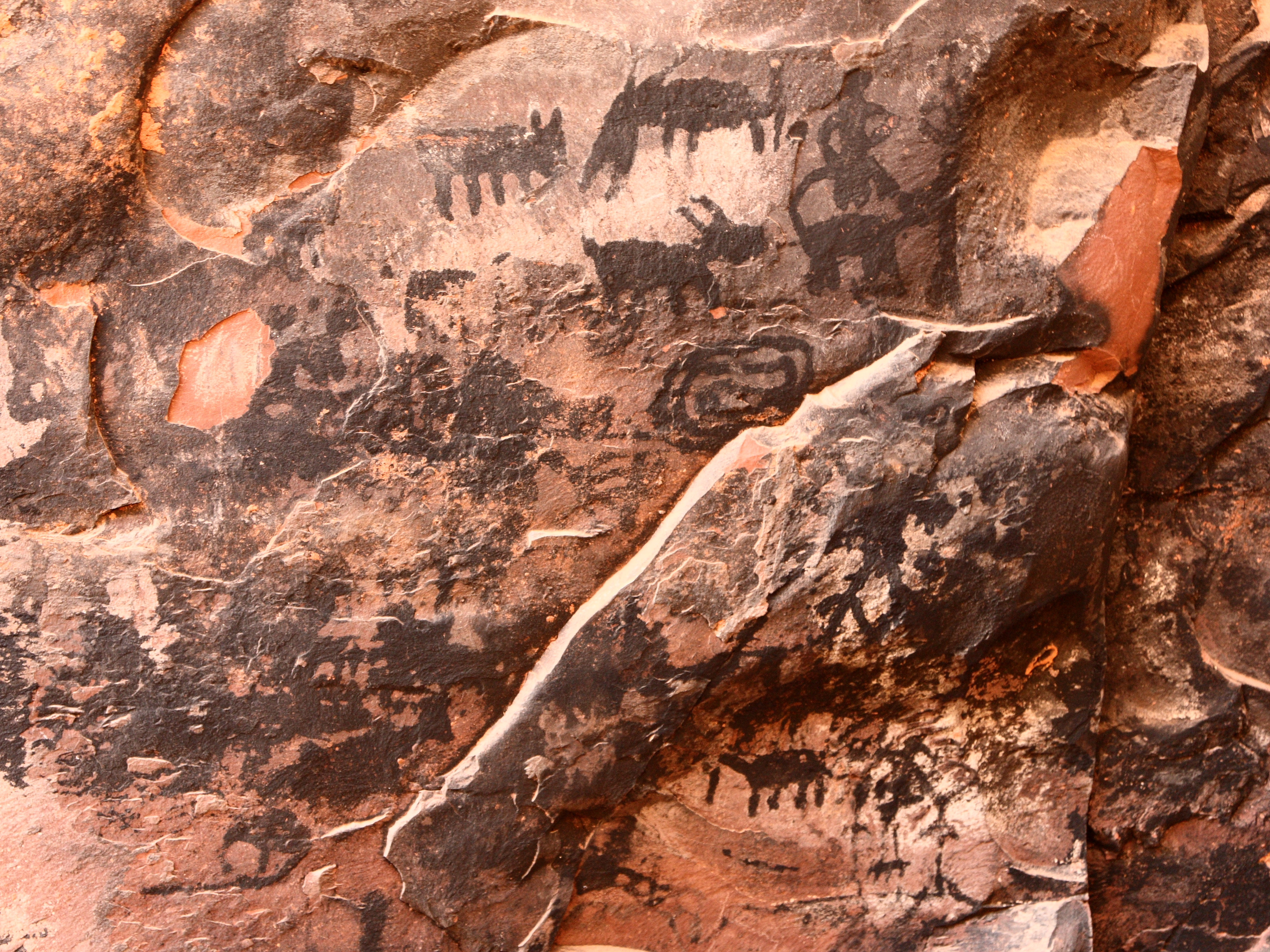
Пиктографические изображения в пещерах Палатки
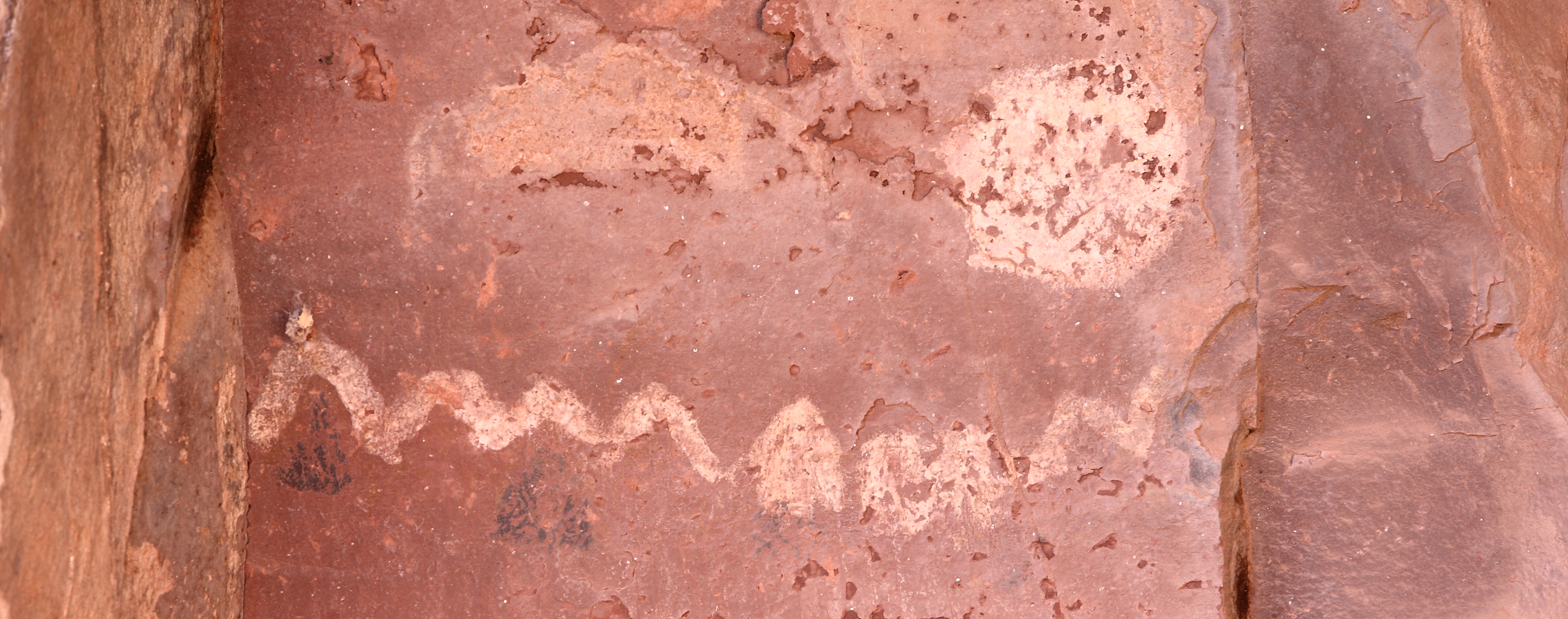
Рисунок в пещере, изображающие положение солнца по отношению к скалам во время солнцестояний
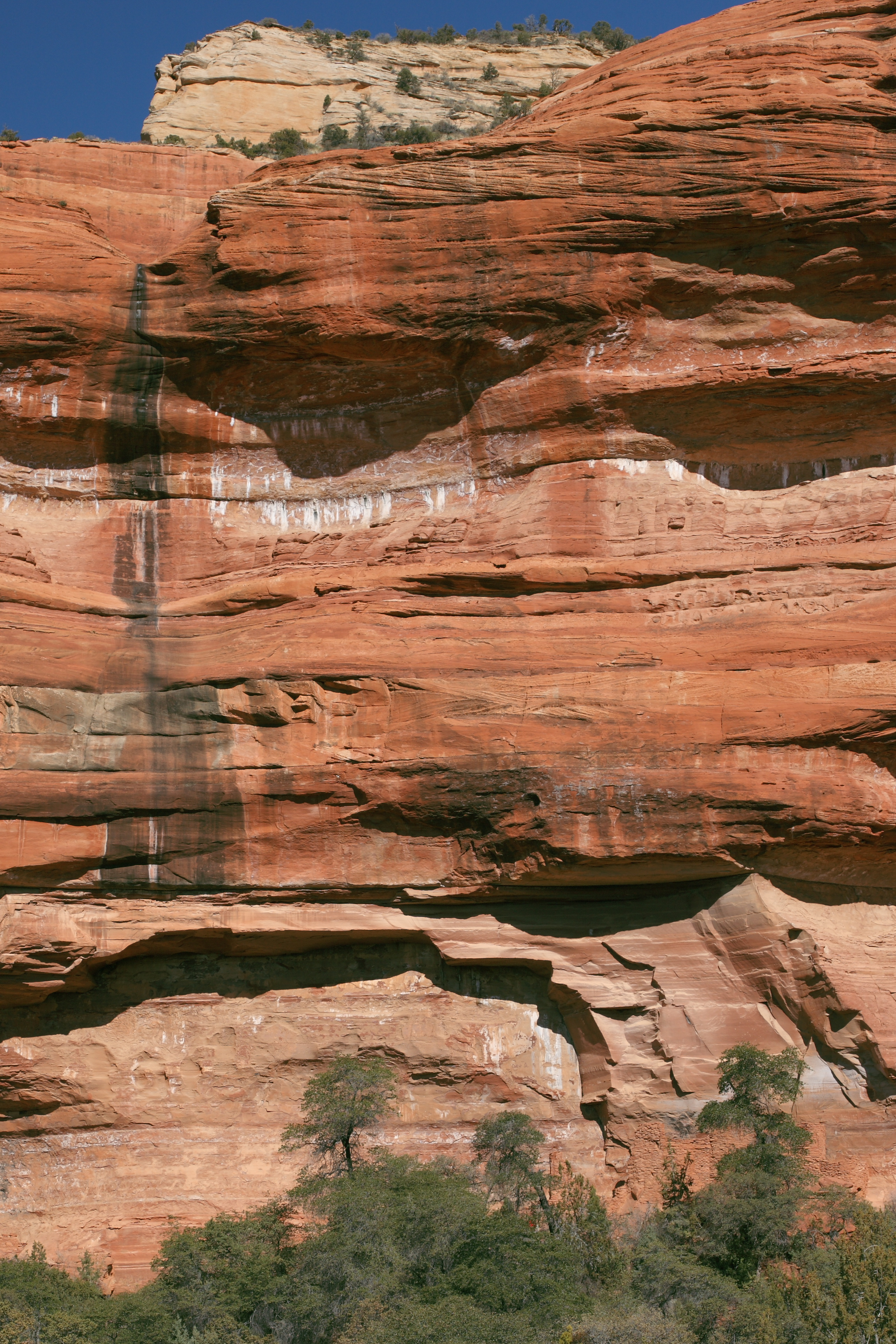
Жилища синагуа в основании скального утёса в Палатки